# Caterina Boratto
Caterina Boratto (Turim, 15 de março de 1915 – Roma, 14 de setembro de 2010) foi uma atriz italiana. Participou de mais de cinquenta filmes entre 1937 e 1993.

## Principais filmes
- 8½ (1963)
- Giulietta degli spiriti (1965)
- Io, io, io... e gli altri (1966)
- Danger: Diabolik (1968)
- Footprints on the Moon (1975)
- Salò (1975)